# Maybach HL 210 P45
Maybach HL 230 P45, bensinmotor tillverkad av Maybach-Motorenbau GmbH under 40-talet. HL står för Hoch Leistung ("hög effekt"), P står för panzermotor (olika beroende på användningsområde) och tillverkades enbart för de första 250 exemplaren av den tyska arméns stridsvagn Tiger I Pzkpfw VI Sd.Kfz 181 E VK 4501 (H), 1942-44. Troligen kom några HL 210 motorer till användning under utprovningen av Pzkpfw V Panther, som var samtida. HL 210 ersattes snart av HL 230.
Enkel specifikation
Maybach HL 210 P45

- Antal cylindrar: 12 i V-formation, 60°
- Cylindervolym: 21,353 liter
- Borrning: 125x145 mm
- Kylning: Vatten
- Effekt: 650 hk vid 3000 rpm, "normalvarvtal" 2500 rpm
- Dimension(mm): 1219x975x944
- Kompressionsförhållande 7:1
- Hängande ventiler
- Largring: 7 rullager på vevaxeln
- Startmotor: Bosch BPD 6/24
- Generator: Bosch GULN 1000/12-1000 (ibland även -700)
- Bränslepump: 2st Solexpumpar, okänt nummer

## Avancerad specifikation
- Material
  - Block: aluminium
  - Kolvar: aluminium
  - Cylindertopp: gjutjärn med hemisfäriskt förbränningsrum